# کویوو
کوِیویوس کیتت مارشال (به انگلیسی: Quavious Keyate Marshall) که بیشتری با نام هنری کوِیوو (انگلیسی: Quavo؛ زادهٔ ۲ آوریل ۱۹۹۱) شناخته می‌شود، رپر، خواننده، ترانه‌نویس و تهیه‌کننده موسیقی آمریکایی است. او بیشتر برای عضوی از گروه موسیقی میگوس شناخته می‌شود.او دایی تیک‌آف است.